# Oeste FC
Der Oeste Futebol Clube ist ein brasilianischer Fußballverein aus Itápolis im Bundesstaat São Paulo. Sein Vereinswappen ist dem des CR Flamengo aus Rio de Janeiro entliehen und das Vereinsmaskottchen ist ein Jaguar, in Reminiszenz an den durch Itápolis fließenden Da Onça River, weshalb seine Spieler häufig „die rot-schwarzen Jaguare“ (portugiesisch nça Rubro-Negra) genannt werden. Er spielt aktuell in der dritthöchsten brasilianischen Liga.

## Geschichte
Der Verein spielte die längste Zeit seines Bestehens nur eine nachgeordnete Rolle. 2004 ist ihm erstmals der Aufstieg in die erste Liga der Staatsmeisterschaft von São Paulo gelungen, aus der er nach einer Saison schon wieder absteigen musste. Erst seit 2009 spielt er durchgehend in der ersten Staatsliga. 2011 hat er die Staatsmeisterschaft der Provinzvereine gewonnen.
Für die nationale Meisterschaft Brasiliens hat er sich für die Saison 2010 für die unterste Spielklasse qualifiziert, die Série D, aus welcher ihm 2011 der Aufstieg in die Série C gelang. Die schloss er schon im ersten Jahr als Tabellenerster ab und qualifizierte sich somit für die Série B, in der bis zur Saison 2020 spielte. Am 36. Spieltag stand er als Tabellenletzter als Absteiger fest.
Im Jahr 2021, ein Jahr nach seinem Abstieg, stieg er erneut ab, dieses Mal in die Série D, und spielte in der Gruppe B. 2022 trat der Klub in der Serie D an, für welche er sich 2023 nicht qualifizierte.

## Erfolge
- Meister der brasilianischen Série C: 2012
- Aufstieg in die brasilianische Série C: 2011
- Aufstieg in die brasilianische Série D: 2010
- Campeonato Paulista do Interior: 2011